# Гришко, Зинаида Михайловна
Зинаида Михайловна Гришко (род. 23 июня 1948) — директор общества «Агрофирма „Маяк“», Одесская область, Герой Украины (2001).

## Биография
Родилась 23 июня 1948 года в с. Стадница, Тетиевского района Киевской области.
Окончила Одесский сельскохозяйственный институт (1971).
С 1971 года — главный зоотехник, с 1975 — председатель правления колхоза им. Жданова (ныне товарищество «Агрофирма "Маяк"»), с. Златоустово Березовского района Одесской области.
Член исполкома Одесской областной организации Народной Партии. Депутат Одесского областного совета.

## Награды и премии
- Герой Украины (13 ноября 2001 года, за выдающиеся личные заслуги перед Украинским государством в развитии сельского хозяйства, внедрения современных форм хозяйствования).
- Орден «За заслуги» III степени (1998).
- Орден Трудового Красного Знамени (4 марта 1982 года).
- Знак отличия Президента Украины — юбилейная медаль «20 лет независимости Украины» (19 августа 2011 года)[2].
- Заслуженный работник сельского хозяйства Украины (1995).